# Campeonato Equatoriano de Futebol de 2024 – Primeira Divisão
O Campeonato Equatoriano de Futebol de 2024, oficialmente denominado LigaPro Ecuabet 2024 por motivos de patrocínio, foi a 66ª edição da Série A do futebol profissional equatoriano e a sexta sob o nome de LigaPro. O torneio está sendo organizado pela Liga Profesional de Fútbol del Ecuador.
Esta temporada foi originalmente marcada para começar no dia 16 de fevereiro de 2024, porém, devido às condições de segurança por causa do Conflito no Equador em 2024, o início do torneio foi remarcado para o dia 1 de março. As datas das partidas foram anunciadas no dia 23 de janeiro de 2024.
O LDU Quito é o defensor do título nesta edição, a qual conta com o retorno imediato do Macará (após apenas 1 ano na segunda divisão) e do Imbabura, que retorna à elite equatoriana depois de 12 anos.

## Sistema de jogo
O sistema de jogo do Campeonato Nacional 2024 é composto por 16 equipes que disputarão o título em 3 etapas. Ao total, jogam-se 30 rodadas que se iniciam em março.
- Primeira Etapa: Consistirá em 15 rodadas em que os times irão se enfrentar no sistema todos contra todos. A equipe que terminar em primeiro lugar se classificará para a final do campeonato e para a Copa Libertadores.
- Segunda Etapa: Consistirá em 15 rodadas em que os times irão se enfrentar no sistema todos contra todos. A equipe que terminar em primeiro lugar se classificará para a final do campeonato e para a Copa Libertadores.
- Final: Os ganhadores das duas etapas jogarão uma final de ida e volta que servirá para decidir o campeão nacional. Caso uma equipe ganhe ambas as etapas, ela é proclamada campeã diretamente.

### Classificação aos torneios internacionais
A Conmebol ortogou 8 vagas ao Equador para os torneios internacionais que foram distribuídos da seguinte maneira:

#### Copa Libertadores
- Equador 1: Campeão do Campeonato Equatoriano
- Equador 2: Vice-campeão do Campeonato Equatoriano
- Equador 3: 1° melhor colocado da Classificação Geral
- Equador 4: Campeão, vice-campeão ou melhor colocado da Copa do Equador de 2024

#### Copa Sul-Americana
- Equador 1: 2° melhor colocado da Classificação Geral
- Equador 2: 3° melhor colocado da Classificação Geral
- Equador 3: 4° melhor colocado da Classificação Geral
- Equador 4: 5° melhor colocado da Classificação Geral

Nota: Em caso de que uma equipe repita algum dos títulos, os melhores colocados na tabela acumulada herdarão as vagas disponíveis.

### Rebaixamento
Os times rebaixados serão aqueles que ocuparem as duas últimas posições da Classificação Geral (30 rodadas). Esses clubes jogarão a Série B em 2025.

### Critério de desempate
A ordem de classificação das equipes ao final de cada fase será determinada da seguinte forma:
1. Maior quantidade de pontos;
2. Maior saldo de gols;
3. Maior quantidade de gols a favor;
4. Melhor performance nas partidas diretas entre os times empatados em cada etapa;
5. Sorteio público.

## Participantes

### Promovidos e rebaixados da temporada anterior
No total dezesseis equipes competem na temporada. Gualaceo e Guayaquil City foram rebaixados após terminarem nas duas últimas posições da tabela agregada da temporada anterior, sendo substituídos pelos campeão da Série B de 2023, Macará, e Imbabura, vice-campeão.
| Clube    | Promovido como                  |
| -------- | ------------------------------- |
| Macará   | Campeão da Série B de 2023      |
| Imbabura | Vice-campeão da Série B de 2023 |

| Clube          | Rebaixado como         |
| -------------- | ---------------------- |
| Gualaceo       | 15º na Série A de 2023 |
| Guayaquil City | 16º na Série A de 2023 |

### Informações das equipes
| Equipe                  | Cidade    | Província  | Estádio (mando)            | Capacidade | Título (último) |
| ----------------------- | --------- | ---------- | -------------------------- | ---------- | --------------- |
| Aucas                   | Quito     | Pichincha  | Gonzalo Pozo Ripalda       | 18 79900   | 1 (em 2022)     |
| Barcelona de Guayaquil  | Guayaquil | Guaias     | Monumental Banco Pichincha | 57 26700   | 16 (em 2020)    |
| Cumbayá                 | Quito     | Pichincha  | Olímpico Atahualpa         | 38 25800   | 0 (nenhum)      |
| Delfín                  | Manta     | Manabí     | Jocay                      | 22 00000   | 1 (em 2019)     |
| Deportivo Cuenca        | Cuenca    | Azuay      | Alejandro Serrano Aguilar  | 18 54900   | 1 (em 2014)     |
| El Nacional             | Quito     | Pichincha  | Olímpico Atahualpa         | 38 25800   | 13 (em 2006)    |
| Emelec                  | Guayaquil | Guaias     | Banco del Pacífico-Capwell | 39 00000   | 14 (em 2017)    |
| Imbabura                | Ibarra    | Imbabura   | Olímpico de Ibarra         | 17 30000   | 0 (nenhum)      |
| Independiente del Valle | Sangolquí | Pichincha  | Banco Guayaquil            | 12 00000   | 1 (em 2021)     |
| Libertad                | Loja      | Loja       | Reina del Cisne            | 14 93500   | 0 (nenhum)      |
| LDU Quito               | Quito     | Pichincha  | Rodrigo Paz Delgado        | 41 57500   | 12 (em 2023)    |
| Macará                  | Ambato    | Tungurahua | Bellavista                 | 18 00000   | 0 (nenhum)      |
| Mushuc Runa             | Ambato    | Tungurahua | Mushuc Runa COAC           | 16 46700   | 0 (nenhum)      |
| Orense                  | Machala   | El Oro     | 9 de Mayo                  | 16 45600   | 0 (nenhum)      |
| Técnico Universitario   | Ambato    | Tungurahua | Bellavista                 | 16 46700   | 0 (nenhum)      |
| Universidad Católica    | Quito     | Pichincha  | Olímpico Atahualpa         | 38 25800   | 0 (nenhum)      |

### Número de times por província
| N° de times | Província  | Time(s)                                                                                |
| ----------- | ---------- | -------------------------------------------------------------------------------------- |
| 6           | Pichincha  | Aucas, Cumbayá, El Nacional, Independiente del Valle, LDU Quito e Universidad Católica |
| 3           | Tungurahua | Macará, Mushuc Runa e Técnico Universitario                                            |
| 2           | Guaias     | Barcelona de Guayaquil e Emelec                                                        |
| 1           | Azuay      | Deportivo Cuenca                                                                       |
| 1           | El Oro     | Orense                                                                                 |
| 1           | Imbabura   | Imbabura                                                                               |
| 1           | Loja       | Libertad                                                                               |
| 1           | Manabí     | Delfín                                                                                 |

## Primeira etapa

### Classificação
| Pos | Equipe                  | Pts | J  | V  | E | D  | GP | GC | SG  | Classificação                                                |
| --- | ----------------------- | --- | -- | -- | - | -- | -- | -- | --- | ------------------------------------------------------------ |
| 1   | Independiente del Valle | 35  | 15 | 10 | 5 | 0  | 23 | 8  | +15 | Final do campeonato e fase de grupos da Libertadores de 2025 |
| 2   | Barcelona de Guayaquil  | 31  | 15 | 9  | 4 | 2  | 24 | 8  | +16 |                                                              |
| 3   | LDU Quito               | 30  | 15 | 9  | 3 | 3  | 27 | 17 | +10 |                                                              |
| 4   | Aucas                   | 29  | 15 | 8  | 5 | 2  | 27 | 15 | +12 |                                                              |
| 5   | Universidad Católica    | 25  | 15 | 7  | 4 | 4  | 33 | 20 | +13 |                                                              |
| 6   | Emelec                  | 25  | 15 | 6  | 7 | 2  | 17 | 12 | +5  |                                                              |
| 7   | El Nacional             | 21  | 15 | 8  | 0 | 7  | 17 | 16 | +1  |                                                              |
| 8   | Mushuc Runa             | 18  | 15 | 5  | 3 | 7  | 18 | 19 | −1  |                                                              |
| 9   | Macará                  | 18  | 15 | 4  | 6 | 5  | 11 | 13 | −2  |                                                              |
| 10  | Deportivo Cuenca        | 16  | 15 | 3  | 7 | 5  | 25 | 24 | +1  |                                                              |
| 11  | Técnico Universitario   | 16  | 15 | 4  | 4 | 7  | 14 | 21 | −7  |                                                              |
| 12  | Orense                  | 15  | 15 | 3  | 6 | 6  | 10 | 17 | −7  |                                                              |
| 13  | Cumbayá                 | 14  | 15 | 4  | 2 | 9  | 8  | 19 | −11 |                                                              |
| 14  | Imbabura                | 13  | 15 | 3  | 4 | 8  | 17 | 29 | −12 |                                                              |
| 15  | Delfín                  | 9   | 15 | 2  | 3 | 10 | 8  | 23 | −15 |                                                              |
| 16  | Libertad                | 4   | 15 | 1  | 5 | 9  | 8  | 25 | −17 |                                                              |

1. ↑  El Nacional foi sancionado com a redução de quatro pontos por temas relacionados a apostas desportivas na temporada passada.[8]
2. ↑  Libertad foi sancionado com a redução de quatro pontos por temas relacionados a apostas desportivas na temporada passada.[9]

### Desempenho por rodada
Clubes que lideraram o campeonato ao final de cada rodada:
|          | 1ª  | 2ª  | 3ª  | 4ª  | 5ª  | 6ª  | 7ª  | 8ª  | 9ª  | 10ª | 11ª | 12ª | 13ª | 14ª | 15ª |
| 1ª Etapa | CAT | AUC | IDV | IDV | IDV | AUC | AUC | AUC | AUC | AUC | AUC | IDV | IDV | IDV | IDV |

Clubes que ficaram na última posição do campeonato ao final de cada rodada:
|          | 1ª  | 2ª  | 3ª  | 4ª  | 5ª  | 6ª  | 7ª  | 8ª  | 9ª  | 10ª | 11ª | 12ª | 13ª | 14ª | 15ª |
| 1ª Etapa | LIB | LIB | LIB | LIB | LIB | LIB | LIB | LIB | LIB | LIB | LIB | LIB | LIB | LIB | LIB |

### Resultados
| Mandante \ Visitante    | AUC | BSC | CUM | DEL | CUE | NAC | EME | IMB | IDV | LDQ | LIB | MAC | MUS | ORE | TEC | CAT |
| ----------------------- | --- | --- | --- | --- | --- | --- | --- | --- | --- | --- | --- | --- | --- | --- | --- | --- |
| Aucas                   | —   | —   | 3–0 | —   | —   | 3–4 | 3–1 | 2–2 | —   | —   | 2–0 | —   | —   | 2–0 | 3–1 | 2–2 |
| Barcelona de Guayaquil  | 1–1 | —   | —   | —   | 4–0 | 1–0 | —   | 2–0 | —   | 2–0 | —   | —   | —   | 0–0 | 3–0 | —   |
| Cumbayá                 | —   | 0–1 | —   | 1–0 | —   | 1–0 | —   | —   | —   | 1–3 | 0–0 | 1–0 | 2–1 | —   | —   | —   |
| Delfín                  | 2–0 | 1–3 | —   | —   | —   | —   | —   | —   | 0–1 | —   | 1–1 | 1–1 | —   | 0–1 | 2–0 | 0–2 |
| Deportivo Cuenca        | 3–3 | —   | 2–1 | 0–0 | —   | —   | 1–2 | 5–2 | —   | 2–2 | —   | 1–1 | 5–0 | —   | —   | —   |
| El Nacional             | —   | —   | —   | 1–0 | 2–1 | —   | 0–1 | 2–0 | 1–2 | 1–2 | —   | —   | 1–0 | —   | —   | —   |
| Emelec                  | —   | 1–1 | 2–0 | 2–0 | —   | —   | —   | —   | 0–0 | —   | 0–0 | 0–1 | 0–0 | —   | —   | 2–1 |
| Imbabura                | —   | —   | 0–0 | 3–0 | —   | —   | 1–2 | —   | 0–1 | —   | 4–2 | 0–1 | —   | —   | —   | 2–2 |
| Independiente del Valle | 1–1 | 3–1 | 3–0 | —   | 1–0 | —   | —   | —   | —   | 1–1 | 3–0 | —   | 2–1 | 1–0 | —   | —   |
| LDU Quito               | 1–2 | —   | —   | 2–1 | —   | —   | 2–2 | 5–0 | —   | —   | —   | 2–1 | —   | —   | 1–0 | 2–1 |
| Libertad                | —   | 0–3 | —   | —   | 0–0 | 0–2 | —   | —   | —   | 2–3 | —   | —   | —   | 1–1 | 1–0 | 0–1 |
| Macará                  | 0–2 | 1–1 | —   | —   | —   | 1–0 | —   | —   | 0–1 | —   | 3–0 | —   | 0–0 | 0–0 | —   | —   |
| Mushuc Runa             | 0–2 | 1–0 | —   | 5–0 | —   | —   | —   | 3–0 | —   | 0–1 | 2–1 | —   | —   | —   | 1–2 | 2–1 |
| Orense                  | —   | —   | 1–0 | —   | 1–1 | 0–1 | 1–1 | 1–2 | —   | 1–0 | —   | —   | 2–2 | —   | —   | —   |
| Técnico Universitario   | —   | —   | 1–0 | —   | 2–1 | 1–2 | 1–1 | 1–1 | 1–1 | —   | —   | 1–1 | —   | 1–0 | —   | —   |
| Universidad Católica    | —   | 0–1 | 2–1 | —   | 3–3 | 3–0 | —   | —   | 2–2 | —   | —   | 3–0 | —   | 5–1 | 3–2 | —   |

## Segunda etapa

### Classificação
| Pos | Equipe                  | Pts | J  | V  | E | D  | GP | GC | SG  | Classificação                                                |
| --- | ----------------------- | --- | -- | -- | - | -- | -- | -- | --- | ------------------------------------------------------------ |
| 1   | LDU Quito               | 32  | 15 | 11 | 2 | 2  | 33 | 14 | +19 | Final do campeonato e fase de grupos da Libertadores de 2025 |
| 2   | Independiente del Valle | 30  | 15 | 9  | 3 | 3  | 33 | 14 | +19 |                                                              |
| 3   | Universidad Católica    | 26  | 15 | 8  | 2 | 5  | 28 | 24 | +4  |                                                              |
| 4   | Barcelona de Guayaquil  | 25  | 15 | 7  | 4 | 4  | 30 | 21 | +9  |                                                              |
| 5   | Orense                  | 25  | 15 | 7  | 4 | 4  | 18 | 16 | +2  |                                                              |
| 6   | Mushuc Runa             | 23  | 15 | 5  | 8 | 2  | 27 | 24 | +3  |                                                              |
| 7   | Libertad                | 23  | 15 | 6  | 5 | 4  | 20 | 18 | +2  |                                                              |
| 8   | Técnico Universitario   | 22  | 15 | 6  | 4 | 5  | 25 | 15 | +10 |                                                              |
| 9   | Delfín                  | 22  | 15 | 6  | 4 | 5  | 21 | 22 | −1  |                                                              |
| 10  | El Nacional             | 19  | 15 | 5  | 4 | 6  | 16 | 20 | −4  |                                                              |
| 11  | Aucas                   | 16  | 15 | 4  | 4 | 7  | 16 | 22 | −6  |                                                              |
| 12  | Macará                  | 15  | 15 | 4  | 3 | 8  | 15 | 27 | −12 |                                                              |
| 13  | Deportivo Cuenca        | 13  | 15 | 4  | 4 | 7  | 15 | 21 | −6  |                                                              |
| 14  | Imbabura                | 11  | 15 | 3  | 2 | 10 | 17 | 31 | −14 |                                                              |
| 15  | Cumbayá                 | 10  | 15 | 2  | 4 | 9  | 17 | 34 | −17 |                                                              |
| 16  | Emelec                  | 9   | 15 | 3  | 3 | 9  | 12 | 20 | −8  |                                                              |

1. ↑  LDU Quito foi sancionada com a redução de três pontos por dívidas pendentes.[10]
2. ↑  Deportivo Cuenca foi sancionado com a redução de três pontos por dívidas pendentes.[11]
3. ↑  Emelec foi sancionado com a redução de três pontos por dívidas pendentes.[12]

### Desempenho por rodada
Clubes que lideraram o campeonato ao final de cada rodada:
|          | 1ª  | 2ª  | 3ª  | 4ª  | 5ª  | 6ª  | 7ª  | 8ª  | 9ª  | 10ª | 11ª | 12ª | 13ª | 14ª | 15ª |
| 2ª Etapa | LDQ | LDQ | ORE | LDQ | LDQ | LDQ | LDQ | IDV | LDQ | LDQ | IDV | IDV | LDQ | IDV | LDQ |

Clubes que ficaram na última posição do campeonato ao final de cada rodada:
|          | 1ª  | 2ª  | 3ª  | 4ª  | 5ª  | 6ª  | 7ª  | 8ª  | 9ª  | 10ª | 11ª | 12ª | 13ª | 14ª | 15ª |
| 2ª Etapa | MAC | AUC | EME | EME | CUE | AUC | CUM | AUC | CUM | CUM | CUM | EME | EME | EME | EME |

### Resultados
| Mandante \ Visitante    | AUC | BSC | CUM | DEL | CUE | NAC | EME | IMB | IDV | LDQ | LIB | MAC | MUS | ORE | TEC | CAT |
| ----------------------- | --- | --- | --- | --- | --- | --- | --- | --- | --- | --- | --- | --- | --- | --- | --- | --- |
| Aucas                   | —   | 1–1 | —   | 2–0 | 1–4 | —   | —   | —   | 0–2 | 0–1 | —   | 3–1 | 1–2 | —   | —   | —   |
| Barcelona de Guayaquil  | —   | —   | 8–1 | 4–0 | —   | —   | 2–1 | —   | 3–2 | —   | 0–0 | 2–1 | 2–2 | —   | —   | 1–0 |
| Cumbayá                 | 0–3 | —   | —   | —   | 1–0 | —   | 1–0 | 1–2 | 1–3 | —   | —   | —   | —   | 2–2 | 1–2 | 1–1 |
| Delfín                  | —   | —   | 6–2 | —   | 0–0 | 1–1 | 0–1 | 1–1 | —   | 3–2 | —   | —   | 4–2 | —   | —   | —   |
| Deportivo Cuenca        | —   | 1–0 | —   | —   | —   | 1–2 | —   | —   | 0–2 | —   | 1–1 | —   | —   | 1–2 | 1–1 | 1–2 |
| El Nacional             | 0–0 | 3–0 | 2–1 | —   | —   | —   | —   | —   | —   | —   | 1–4 | 1–3 | —   | 0–1 | 2–1 | 0–2 |
| Emelec                  | 0–0 | —   | —   | —   | 0–1 | 0–1 | —   | 2–2 | —   | 0–1 | —   | —   | —   | 2–1 | 3–1 | —   |
| Imbabura                | 1–2 | 1–3 | —   | —   | 0–2 | 1–0 | —   | —   | —   | 4–0 | —   | —   | 2–3 | 0–1 | 0–6 | —   |
| Independiente del Valle | —   | —   | —   | 1–2 | —   | 2–0 | 2–1 | 3–1 | —   | —   | —   | 7–0 | —   | —   | 1–0 | 5–2 |
| LDU Quito               | —   | 3–0 | 2–1 | —   | 5–0 | 1–1 | —   | —   | 2–1 | —   | 3–0 | —   | 1–1 | 2–0 | —   | —   |
| Libertad                | 1–1 | —   | 2–1 | 2–0 | —   | —   | 2–1 | 3–1 | 1–1 | —   | —   | 0–1 | 2–2 | —   | —   | —   |
| Macará                  | —   | —   | 1–1 | 0–2 | 3–1 | —   | 1–1 | 2–0 | —   | 0–4 | —   | —   | —   | —   | 0–0 | 1–2 |
| Mushuc Runa             | —   | —   | 0–0 | —   | 1–1 | 2–2 | 3–0 | —   | 1–1 | —   | —   | 2–1 | —   | 3–0 | —   | —   |
| Orense                  | 4–0 | 3–2 | —   | 0–0 | —   | —   | —   | —   | 0–0 | —   | 1–0 | 1–0 | —   | —   | 0–2 | 2–2 |
| Técnico Universitario   | 2–0 | 3–2 | —   | 0–1 | —   | —   | —   | —   | —   | 1–2 | 3–0 | —   | 2–2 | —   | —   | 2–0 |
| Universidad Católica    | 3–2 | —   | —   | 2–1 | —   | —   | 2–0 | 2–1 | —   | 2–4 | 1–2 | —   | 5–1 | —   | —   | —   |

## Final
| 7 de dezembro | LDU Quito                                 | 3 – 0 | Independiente del Valle | Estádio Rodrigo Paz Delgado, Quito |  |
| 15:30 (UTC−5) | Álex Arce 47', 57' · Gabriel Villamíl 73' |       |                         |                                    |  |

| 14 de dezembro | Independiente del Valle | 1 – 0 | LDU Quito | Estádio Banco Guayaquil, Sangolquí |  |
| 15:30 (UTC−5)  | Zárate 96'              |       |           |                                    |  |

## Premiação
| Campeonato Equatoriano de Futebol de 2024 LigaPro Ecuabet 2024 |
| Equador                                                        |
| -------------------------------------------------------------- |
| LDU Quito Campeão (13.º título)                                |

## Classificação Geral
| Pos | Equipe                      | Pts | J  | V  | E  | D  | GP | GC | SG  | Classificação ou descenso              |
| --- | --------------------------- | --- | -- | -- | -- | -- | -- | -- | --- | -------------------------------------- |
| 1   | Independiente del Valle (Q) | 65  | 30 | 19 | 8  | 3  | 56 | 22 | +34 | Fase de Grupos da Libertadores de 2025 |
| 2   | LDU Quito (Q)               | 62  | 30 | 20 | 5  | 5  | 60 | 31 | +29 | Fase de Grupos da Libertadores de 2025 |
| 3   | Barcelona de Guayaquil (Q)  | 56  | 30 | 16 | 8  | 6  | 54 | 29 | +25 | 2ª Fase da Libertadores de 2025        |
| 4   | Universidad Católica (Q)    | 51  | 30 | 15 | 6  | 9  | 61 | 44 | +17 | 1ª Fase da Copa Sul-Americana de 2025  |
| 5   | Aucas (Q)                   | 45  | 30 | 12 | 9  | 9  | 43 | 37 | +6  | 1ª Fase da Copa Sul-Americana de 2025  |
| 6   | Mushuc Runa (Q)             | 41  | 30 | 10 | 11 | 9  | 45 | 43 | +2  | 1ª Fase da Copa Sul-Americana de 2025  |
| 7   | El Nacional (Q)             | 40  | 30 | 13 | 4  | 13 | 33 | 36 | −3  | 1ª Fase da Libertadores de 2025        |
| 8   | Orense (Q)                  | 40  | 30 | 10 | 10 | 10 | 28 | 33 | −5  | 1ª Fase da Copa Sul-Americana de 2025  |
| 9   | Técnico Universitario       | 38  | 30 | 10 | 8  | 12 | 39 | 36 | +3  |                                        |
| 10  | Emelec                      | 34  | 30 | 9  | 10 | 11 | 29 | 32 | −3  |                                        |
| 11  | Macará                      | 33  | 30 | 8  | 9  | 13 | 26 | 40 | −14 |                                        |
| 12  | Delfín                      | 31  | 30 | 8  | 7  | 15 | 29 | 45 | −16 |                                        |
| 13  | Deportivo Cuenca            | 29  | 30 | 7  | 11 | 12 | 40 | 45 | −5  |                                        |
| 14  | Libertad                    | 27  | 30 | 7  | 10 | 13 | 28 | 43 | −15 |                                        |
| 15  | Imbabura (R)                | 24  | 30 | 6  | 6  | 18 | 34 | 60 | −26 | Rebaixado para a Série B de 2025       |
| 16  | Cumbayá (R)                 | 24  | 30 | 6  | 6  | 18 | 25 | 53 | −28 | Rebaixado para a Série B de 2025       |

1. ↑  LDU Quito foi sancionada com a redução de três pontos por dívidas pendentes.[10]
2. ↑  El Nacional foi sancionado com a redução de quatro pontos por temas relacionados a apostas desportivas na temporada passada.[8]
3. ↑  El Nacional tem vaga garantida na primeira fase da Copa Libertadores de 2024 por ser campeão da Copa Equador de 2024.
4. ↑  Emelec foi sancionado com a redução de três pontos por dívidas pendentes.[12]
5. ↑  Deportivo Cuenca foi sancionado com a redução de três pontos por dívidas pendentes.[11]
6. ↑  Libertad foi sancionado com a redução de quatro pontos por temas relacionados a apostas desportivas na temporada passada.[9]